# Hospital Dr. Tony Facio Castro
El Hospital Dr. Tony Facio Castro, conocido como el Hospital Tony Facio, en Limón, Costa Rica abastece a las necesidades de salud de la provincia de Limón.
El hospital ocupa 22.000 metros cuadrados y está dividido en módulos, incluyendo hospitalización y ambulatorios. Proporciona servicios especializados en algunas áreas de los cantones de Pococí, Guácimo y el distrito Guácimo para una población total de 166.723 habitantes en esas áreas.
Presta servicios a tres categorías de población: población directa (236.565 personas directamente conectadas o asignadas en el hospital), la población indirecta (no directamente asignados pero son referidos por especialistas), y la población flotante (otras personas solteras y turistas). La población directa proviene de la Limón (ciudad), Siquirres, Talamanca y Matina. La población indirecta es de Pococí, Guácimo y el distrito Cariari, y la población flotante comprende los inmigrantes nacionales e internacionales a la zona y turistas.
El hospital conmemora el Dr. Tony Facio (29 de octubre de 1918 hasta 20 de diciembre de 1948), natural de Puerto Limón nació como Maximiliano Antonio de la Paz Facio Castro, hijo del Dr. Antonio Facio Ulloa y Cristina Castro Carazo, quien murió a la edad de 30. El Hospital San Juan de Dios en San José también tiene un centro de investigación de medicina llamado "Doctor Antonio Facio Castro", dedicada a finales de 1940 a la "ilustre médico que murió trágicamente a temprana edad".